# 戈德卡普爾山
46°59′18″N 11°19′47″E / 46.98833°N 11.32972°E

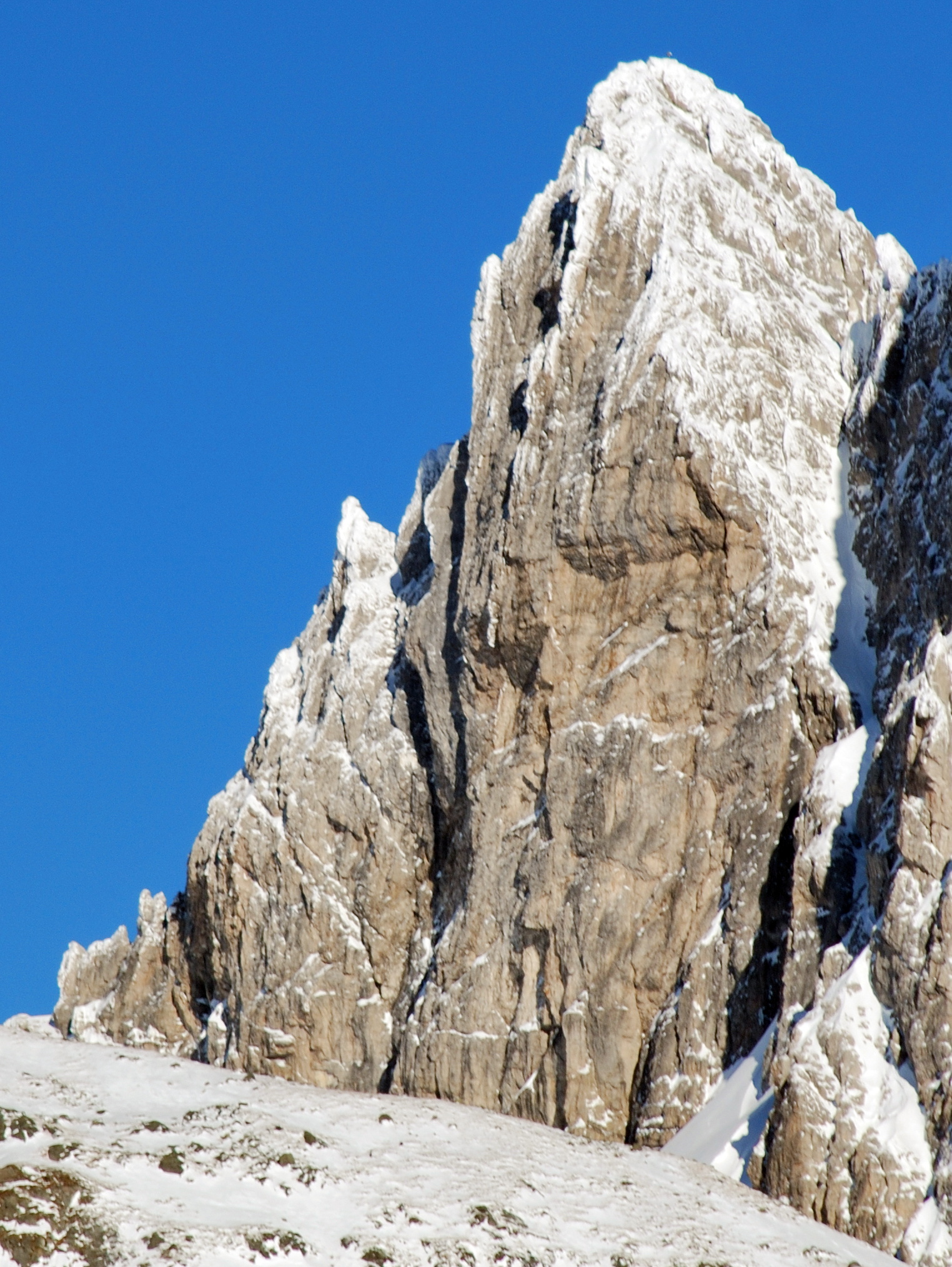

戈德卡普爾山（德語：Goldkappl），是奧地利的山峰，位於該國西部，由蒂羅爾州負責管轄，屬於斯圖拜阿爾卑斯山脈的一部分，距離普弗勒施特里布勞恩山0.7公里，海拔高度2,793米，人類在1889年首次登頂。